# A ja vse plakala
A ja vse plakala (in ucraino А я все плакала?) è un singolo dei cantanti ucraini Dorofjejeva e Lebiha, pubblicato il 18 aprile 2024 come primo estratto dal secondo album in studio di Dorofjejeva Heartbeat.
È stato candidato per due premi YUNA.

## Video musicale
Il video musicale, diretto da Leonid Kolosovs'kyj, è stato reso disponibile in concomitanza con l'uscita del brano attraverso il canale YouTube dell'artista.

## Tracce
Testi e musiche di Nadija Dorofjejeva, Ivan Klymenko, Mychajlo Kacurin e Mychajlo Lebiha.
1. A ja vse plakala – 2:30

## Formazione
- Dorofjejeva – voce
- Lebiha – voce
- Vanek Klymneko – produzione

## Classifiche

### Classifiche settimanali
| Classifica (2024) | Posizione massima |
| ----------------- | ----------------- |
| Ucraina           | 3                 |

### Classifiche di fine anno
| Classifica (2024) | Posizione |
| ----------------- | --------- |
| Ucraina           | 45        |